# Antocha dilatata
Antocha dilatata  (лат.) — вид комаров-болотниц рода Antocha из подсемейства Limoniinae (Limoniidae). Дальний Восток России (смешанные леса), КНДР и Япония. В Корее летают с мая по август.

## Описание
Мелкие комары коричневато-серого цвета. Длина тела самцов 4.5-5.7 мм, самок около 6 мм. Длина крыла самцов 4.6-6.6 мм, самок 6.5-7.0 мм. Тело удлинённое, ноги длинные, тонкие. Простые глазки и шпоры отсутствуют. Усики самок и самцов длинные 16-члениковые. Крылья широкие с почти прямым анальным углом; жилка R ответвляется от радиального сектора Rs почти под острым углом. Имаго обитают у берегов каменистых и быстротекущих водоёмов и водопадов. Куколки и личинки (гидробионты и реофилы) живут в водоёмах в шёлковых чехликах (среди мхов и водорослей на подводных камнях и скалах), дышат всей поверхностью тела.
Вид был впервые описан в 1924 году американским энтомологом профессором Чарлзом Александером (1889—1981).